# クロマツ
クロマツ（黒松、学名: Pinus thunbergii）は、日本の固有種であるマツ科マツ属の1種。海岸近くに生え、よく植栽もされて防風・防潮林や庭木としても身近な樹木である。別名はオマツ（雄松）、オトコマツ（男松）。

## 名称
和名クロマツの由来は、アカマツと比較して、幹の樹皮が黒褐色である松であることから名付けられている。マツ（松）の語源については、正確にはよくわかっていないが、樹齢を長く保つことから、「タモツ」から「モツ」、さらに「マツ」と転訛したという説や、冬に霜や雪を待っても何も変化がないので「待つ」から来ているとする説などが言われている。また、神様に来て頂くのを「待つ」めでたい木からマツという説もある。
針葉はアカマツより硬く、枝振りも太いことから男性的と解釈され、別名「雄松（オマツ）」や「男松（オトコマツ）」とも呼ばれる。
種小名 thunbergiiは江戸時代の日本にも滞在した植物学者カール・ツンベルク（Carl Thunberg）への献名である。英語名は Japanese black pine（日本の黒いマツ）で和名と同じ意味である。Japanese（日本の）と付くのは英名を black pine とするヨーロッパクロマツ（Pinus nigra）との区別のためである。朝鮮語名は곰솔（クマのブラシ）で恐らくは葉の長さが各々ほぼ同じところをブラシの毛に、葉が硬い所をクマ用と例えたものだと見られる。해송（海のマツ）とも呼ばれ、これは海岸でよく見られるという分布地に因む。

## 形態
常緑針葉樹の高木で、樹高は 20–40メートル (m) 、目通り直径は 2 m になり、高いものでは 60 m に達することもあるが、自然の状態ではそこまで成長することはまれである。記録的な高さのクロマツとしては、「春日神社の松」（島根県隠岐郡布施村（現・隠岐の島町））の 66 m、「緩木神社の松」（大分県竹田市。もと国の天然記念物）の 60 m、「大日松」（茨城県大宮村（現・龍ケ崎市））の 55 m などがあったが、いずれも現存しない。
樹皮は灰黒色で厚く縦に裂け、老木では亀甲状に割れ目が入りはがれる。枝は長枝と短枝を持つ二形性で、葉（尋常葉）は短枝に二枚が束生する。葉は濃い緑色をしていて太くて固く、長さ 6–18センチメートル (cm) 、幅 1.5–2ミリメートル (mm)。尋常葉の断面の維管束は2本。冬芽は鱗片に覆われて白く目立ち、枝先から円柱状に伸びて新枝となる。
送受粉期は春から晩春（4–5月）。雌雄同株。新枝の基部に緑黄褐色を帯びた雄球花が多数つき、枝の先端には鱗片が重なり合った紅紫色の雌球花が1–4個つく。受粉後受精まで時間がかかり、その間は球果はほとんど発達しない。球果は受精後急速に成長し、10月ごろにに熟す。球果の長さは 5–7 cm である。北日本の集団ほど球果が大きく、中の種子も健全な充実種子が多い傾向があるという。熟した球果は湿度によって開閉を繰り返し、乾燥時に開いて種子を飛ばす。種子には翼がある。発芽は地上性（英:epigeal germination）で子葉は地上に出てくる。クロマツの子葉は5本以上あることが一般的でいわゆる多子葉植物の一つである。
類似種にアカマツがあるが、一般的にはアカマツの樹皮は赤茶色であること、針葉はクロマツに比べて軟らかいこと、冬芽（新梢）の色が赤茶色であることなどで判別する。両者の分布が重なる地域ではしばしば交雑種が出現することが知られており、葉断面の樹脂道の配置や細胞数を見ることでどちらの遺伝子の強い雑種化が判定できるという。

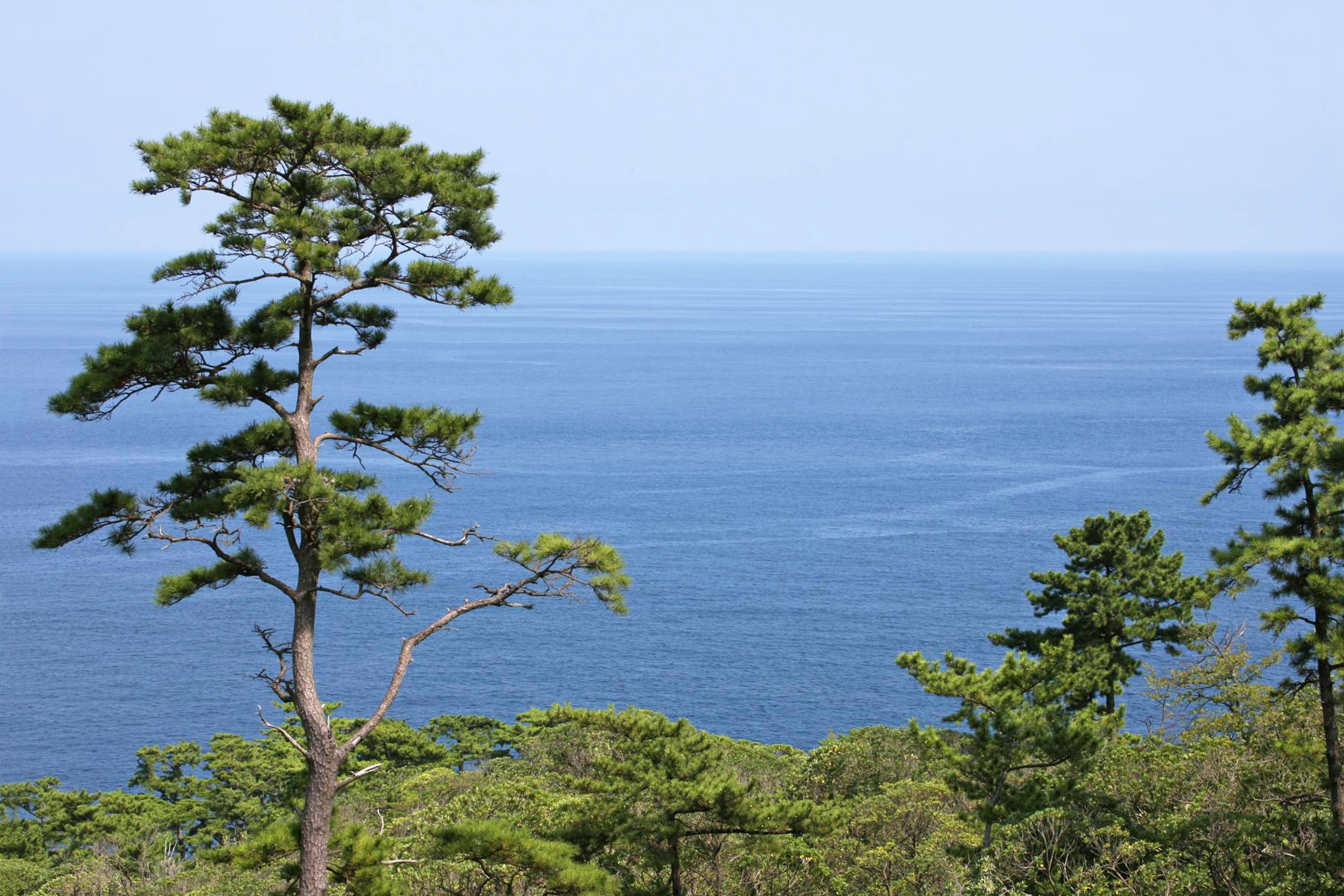
樹形
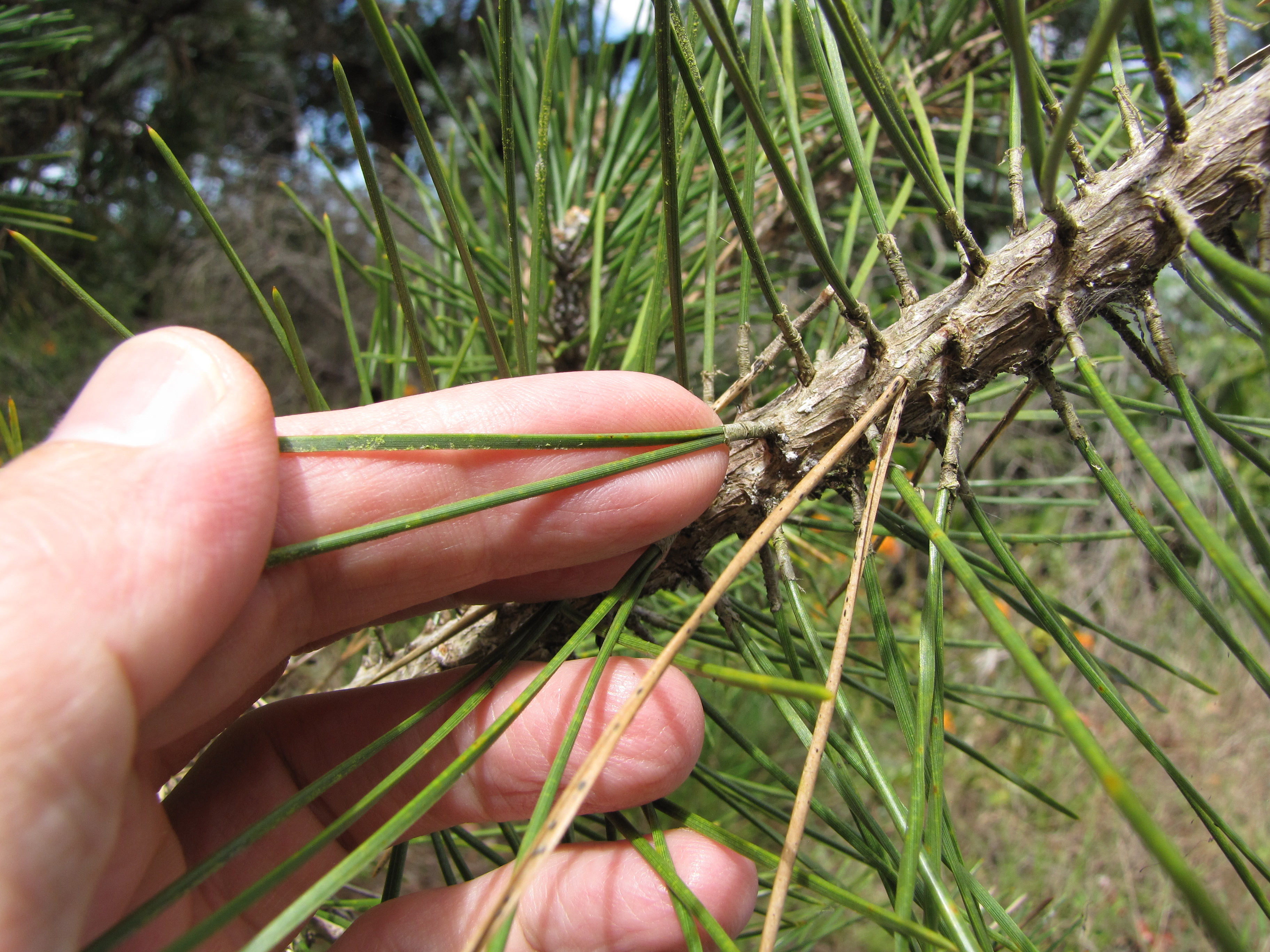
葉の付け根にある茶色い部分が短枝である。針葉は2本束生
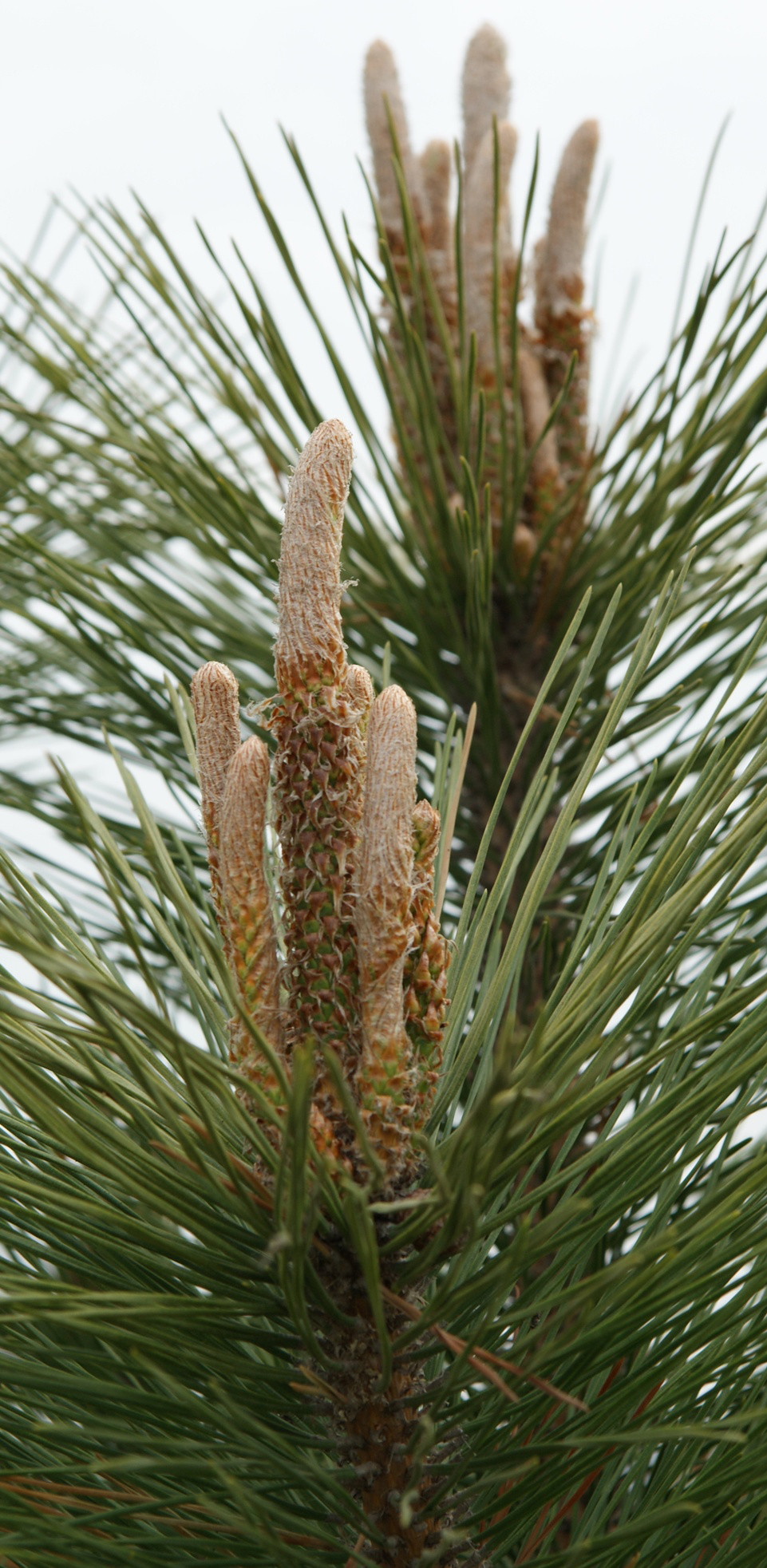
新梢は白色
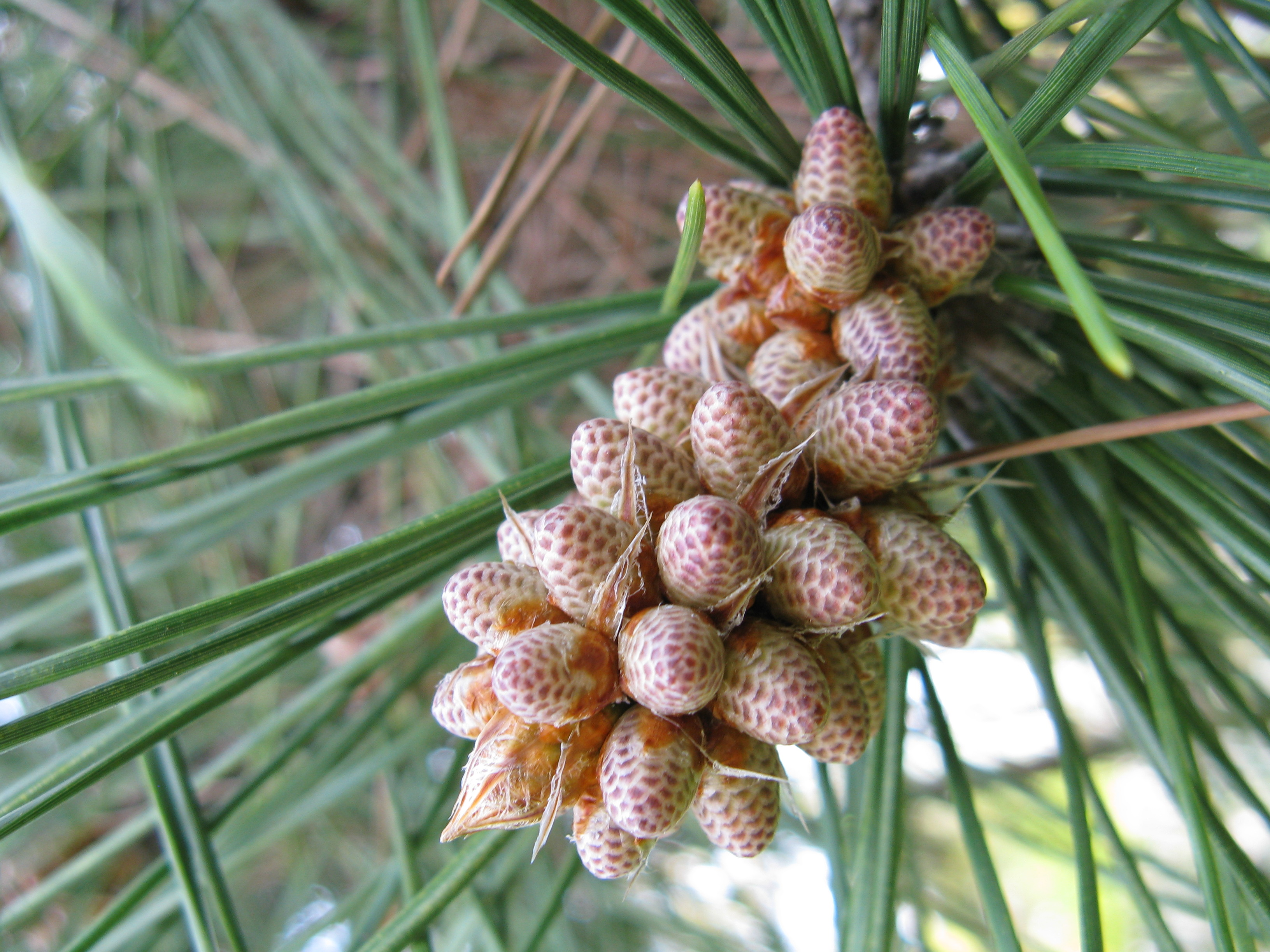
雄球花
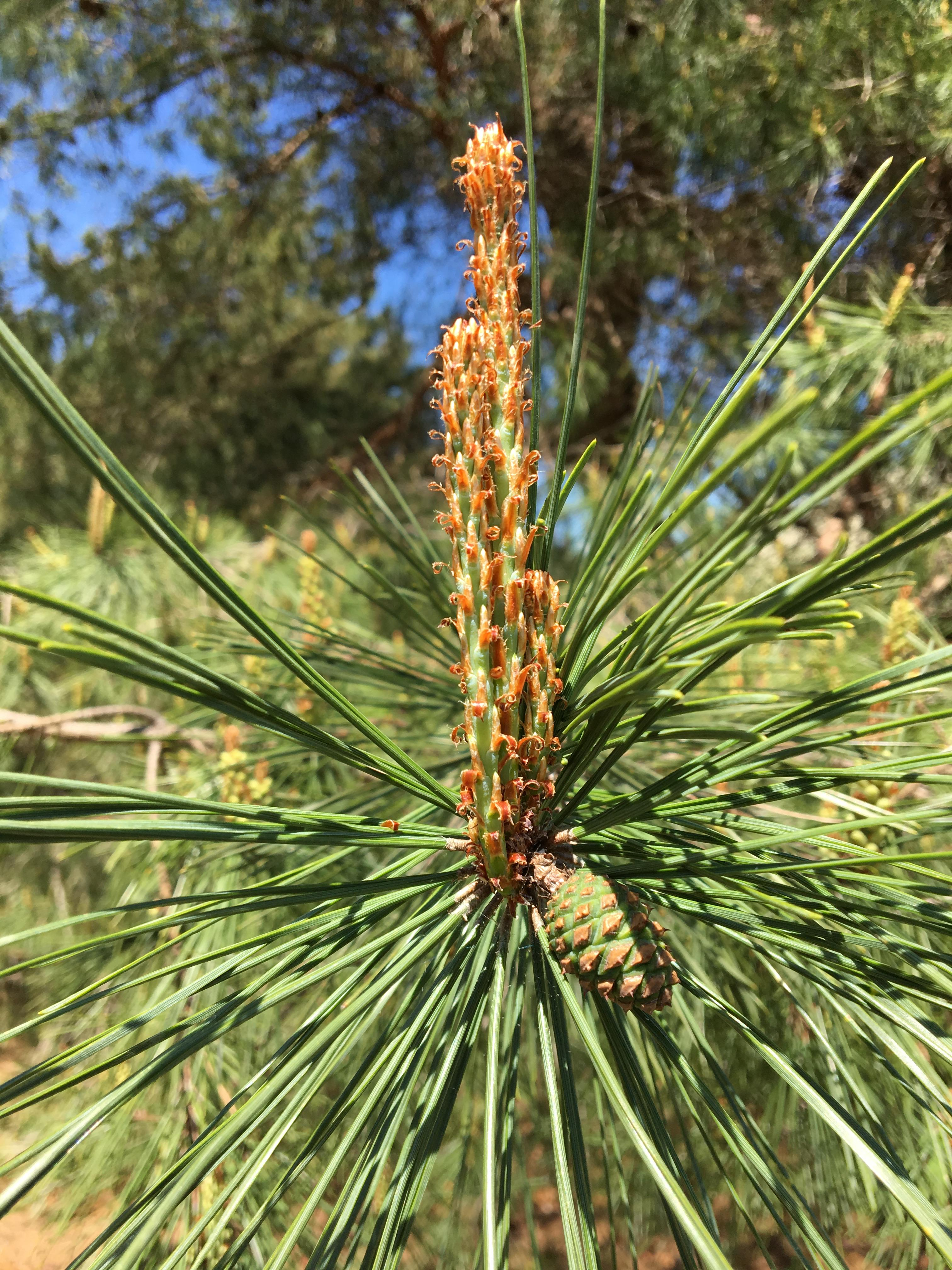
参考：アカマツは新梢が赤い毛でおおわれる

## 生態
他のマツ科針葉樹と同じく、菌類と樹木の根が共生して菌根を形成している。樹木にとっては菌根を形成することによって菌類が作り出す有機酸や抗生物質による栄養分の吸収促進や病原微生物の駆除等の利点があり、菌類にとっては樹木の光合成で合成された産物の一部を分けてもらうことができるという相利共生の関係があると考えられている。菌類の子実体は人間がキノコとして認識できる大きさに育つものが多く、中には食用にできるものもある。土壌中には菌根から菌糸を通して、同種他個体や他種植物に繋がる広大なネットワークが存在すると考えられている。外生菌根性の樹種にスギやニセアカシアが混生すると菌根に負の影響を与えるという報告がある。土壌の腐植が増えると根は長くなるが細根が減少するという。
植生遷移の上ではパイオニア種であり、典型的なクロマツ林は極相性の広葉樹に置き換わっていくことが予想されている。海岸林の場合、遷移の進行には海岸からの距離が関係しているという。
クロマツと山火事の関係についてはあまり研究されておらずよくわかっていない。近縁のアカマツの例では種子は埋土種子と土壌シードバンクの戦略をとらないこと、山火事による地温の上昇は発芽率を低下させること、ゆえに山火事跡地へは種子の供給が必要なこと、などが指摘されており、恐らくはクロマツもほぼ同じだと見られる。マツ類に寄生し時に枯死させる菌類の一種ツチクラゲ（Rhizina undulata）の胞子は地温が高いときに発芽し、山火事がしばしば発芽のきっかけとなることで知られている。
更新は実生による。萌芽更新（Coppicing）や伏条更新を行うことは知られていない。また、挿し木困難樹種として知られる。人工的にもクロマツ苗木は実生、もしくは庭木などの場合は接ぎ木苗で生産しているが、親の遺伝子を確実に受け継ぐクローンである挿し木技術についても病害対策などから研究が進められている。小さな挿し穂を用いる所謂「マイクロカッティング」、挿し穂の薬剤処理、挿し床の加温、湿度を保つ密閉挿しなどによって発根率が向上するという。
クロマツはアレロパシー（他感作用）が強く、クロマツが優勢な森林では共生できる生物が限られる。これが生態系や植生遷移に影響を与えていると見られる。

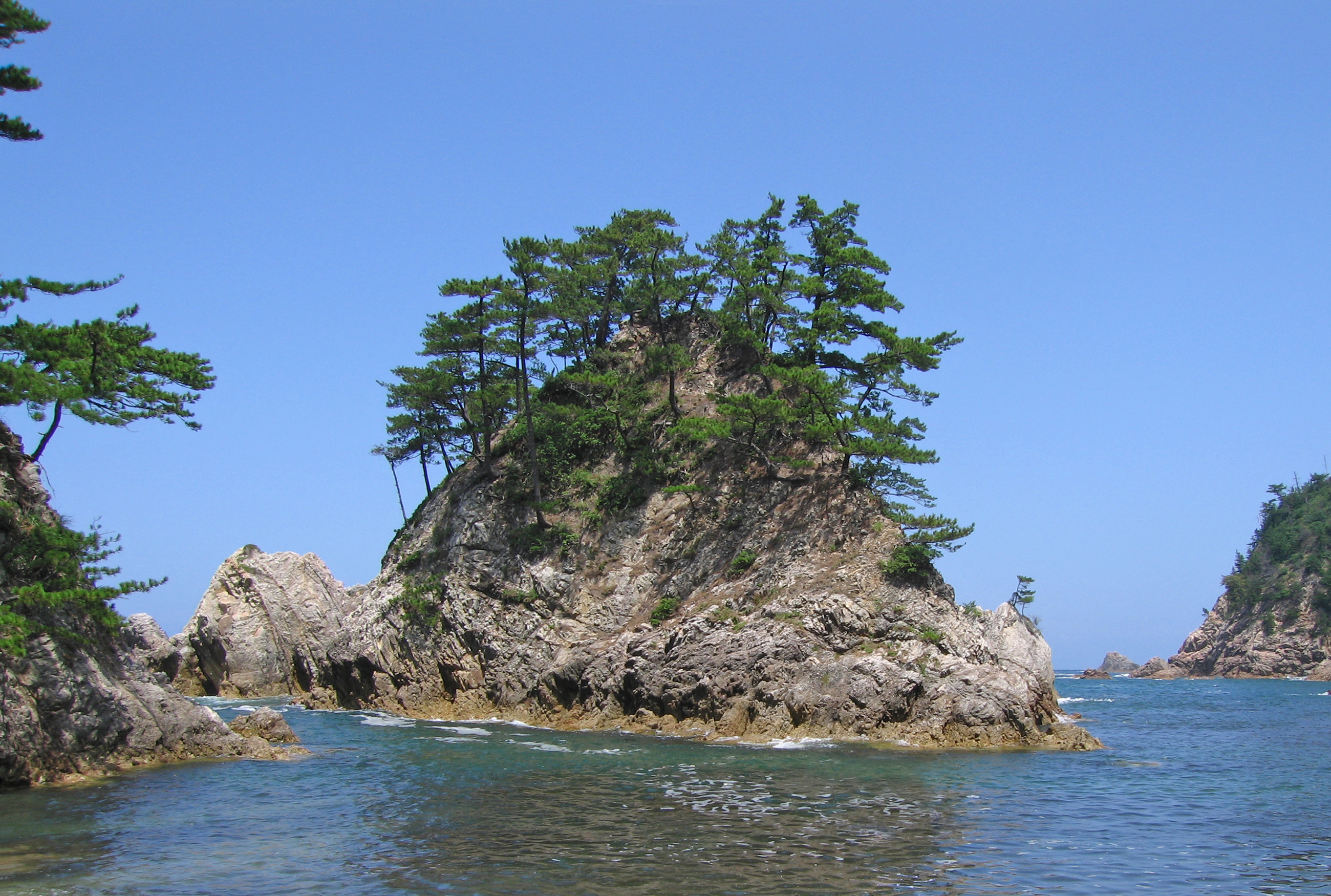
海岸の岩場に成立したクロマツ群落（鳥取県）
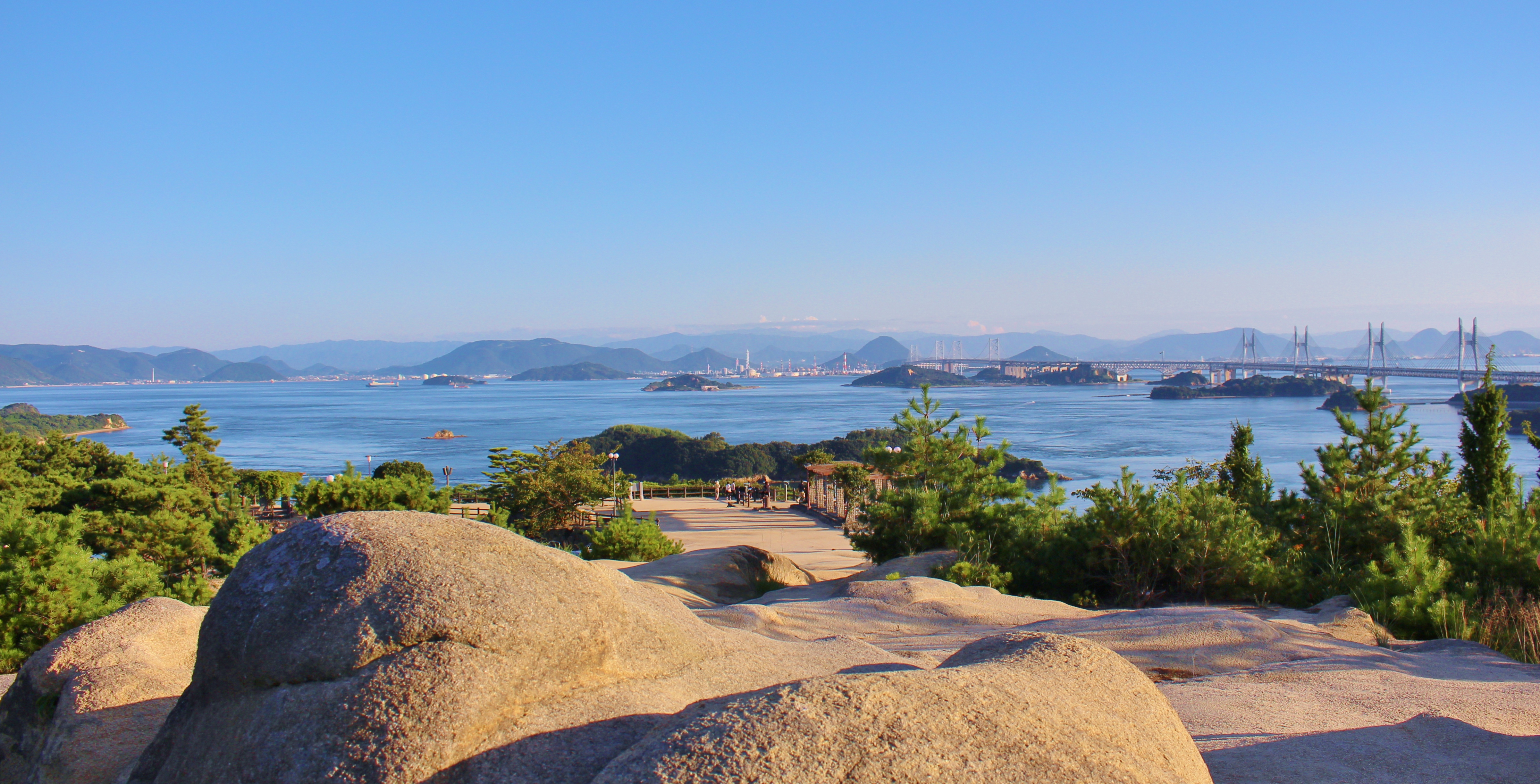
真砂土斜面に優先するクロマツ群落（岡山県鷲羽山）
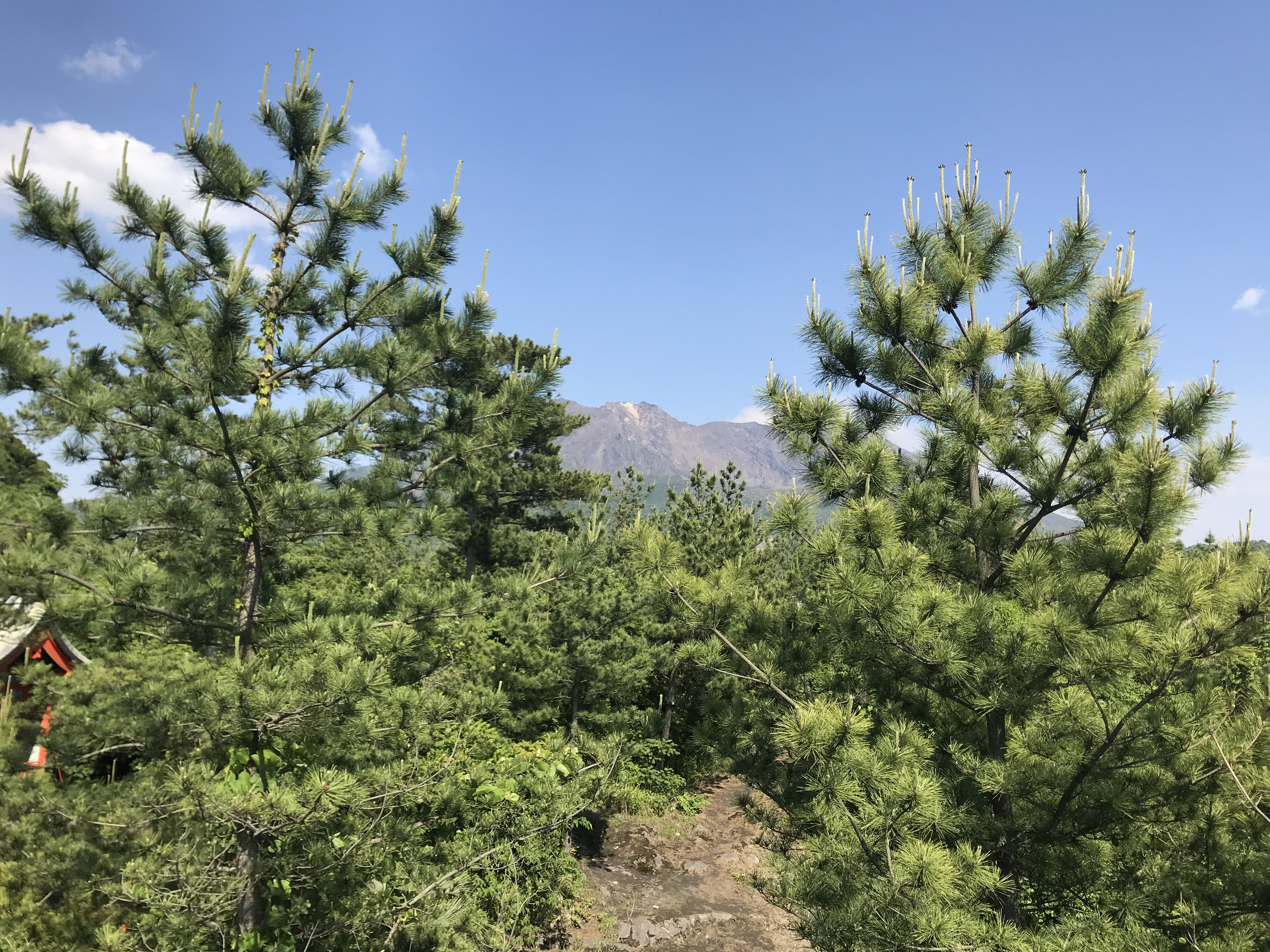
桜島の噴火堆積物状に成立したクロマツの大群落（鹿児島県）
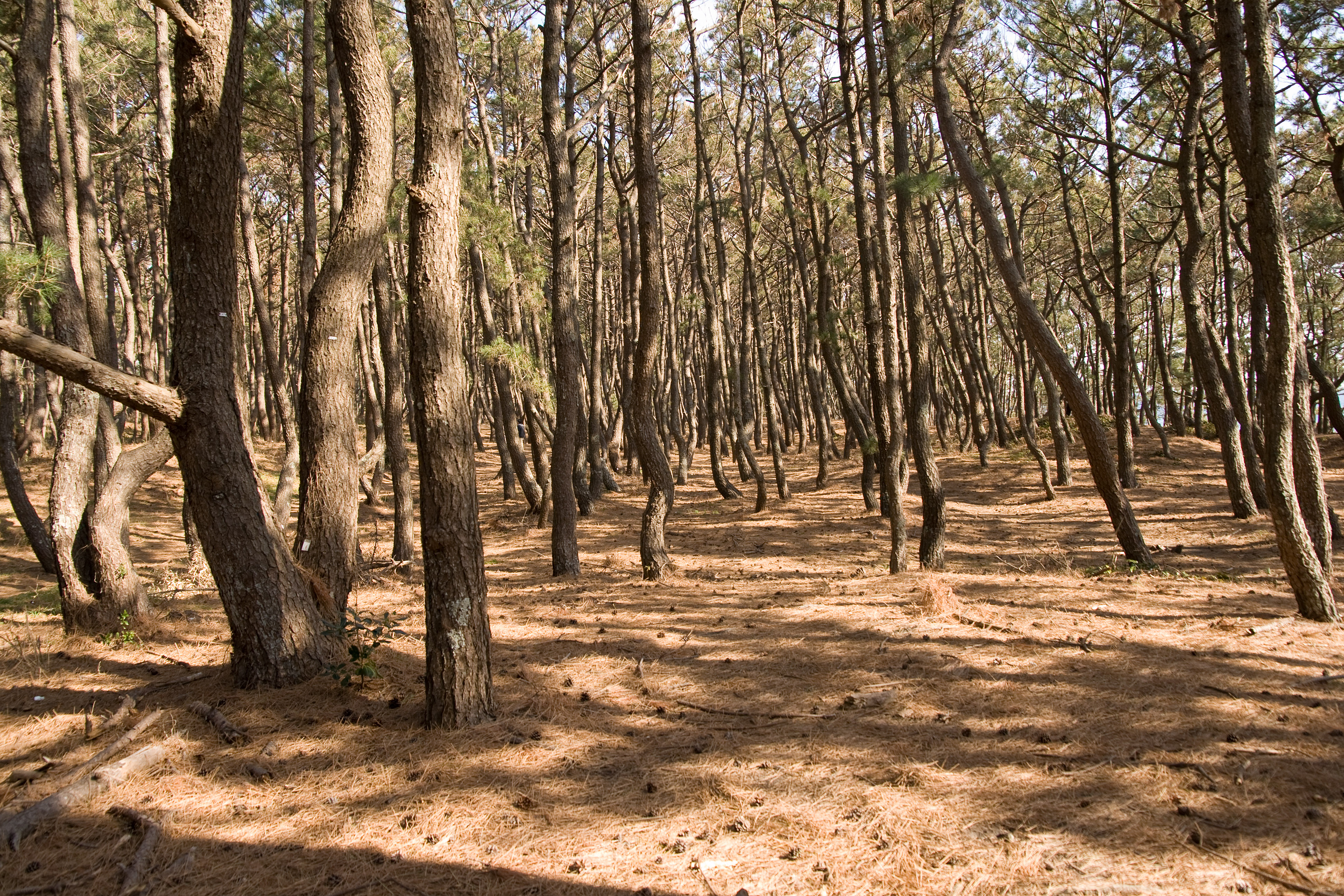
クロマツはアレロパシーが強く林床の植生が発達しない

### マツ材線虫病
マツ材線虫病（英：pine wilt、通称：松くい虫）は全国的にクロマツの枯死被害をもたらしている病害である。原因は線虫による感染症であることが1971年に日本人研究者らによって発表され、その後カミキリムシによって媒介されることが判明した。クロマツはこの病気に特に感受性が高く、枯死しやすいことから媒介昆虫であるカミキリムシの駆除や殺線虫剤の樹幹注入などの対策が被害の先端地域や保安林などの重要な森林を中心に進められている。また、被害の大きかった森林でも枯死せずに生き残ったクロマツを選抜して種を採り、線虫に強い系統を探し固定する試みが全国で行われている。このとき実生苗では親の抵抗性の形質を必ず受け継ぐとは限らないために線虫接種試験を行うのが通例となっている。これがコスト高に繋がっているとして挿し木増殖の技術開発も進められている。
クロマツはアカマツに比べるとさらにこの病気に感受性が高く、見つかっている抵抗性系統の数も少ないことが課題の一つになっている。強抵抗性のバビショウ（Pinus massoniana）などの外国産種との交配試験も行われたが、外来種問題や線虫以外への病害への抵抗性などから近年はクロマツ内での強抵抗性個体を選抜していこうというのが主流となっている。

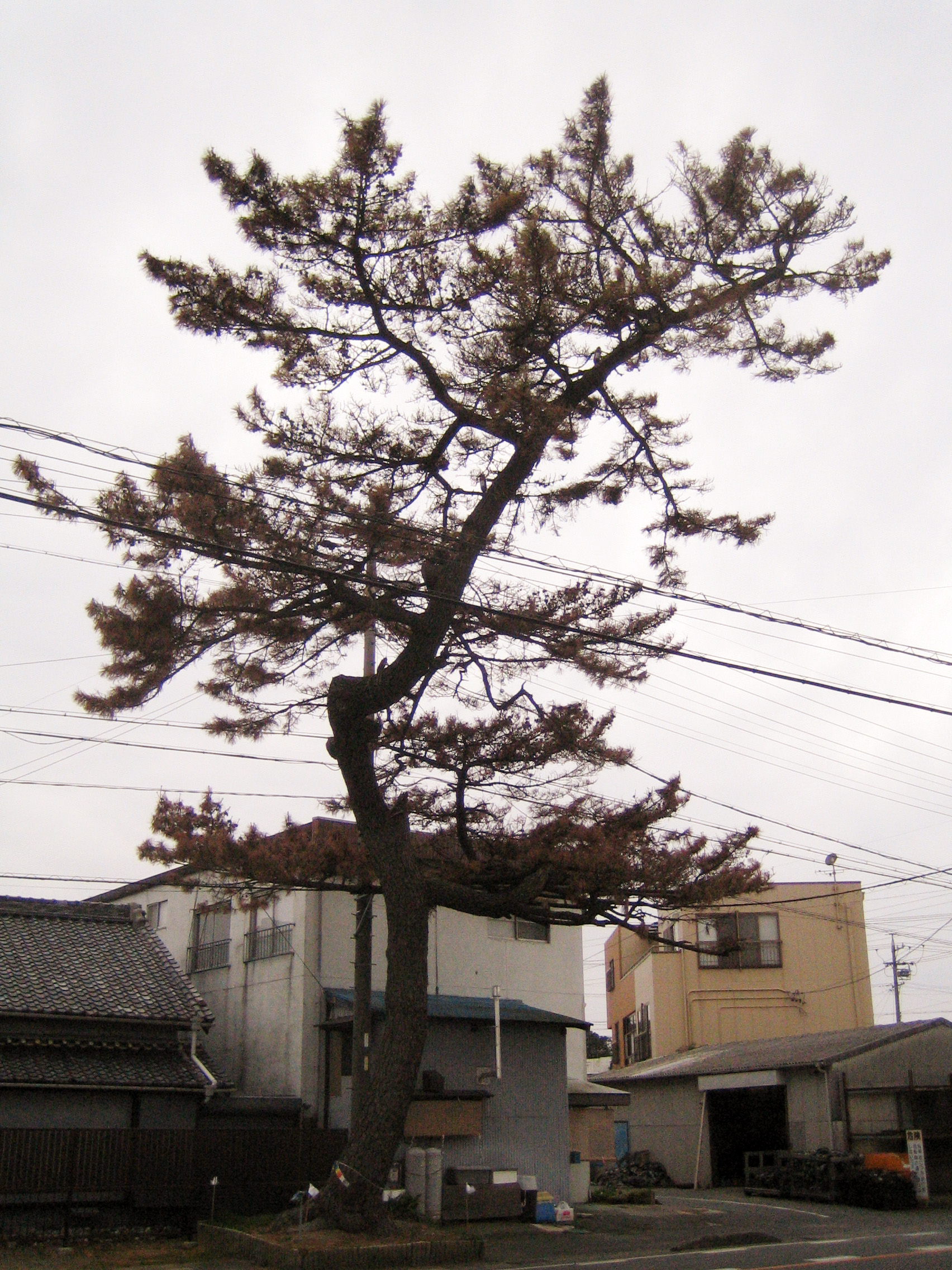
枯死したクロマツ
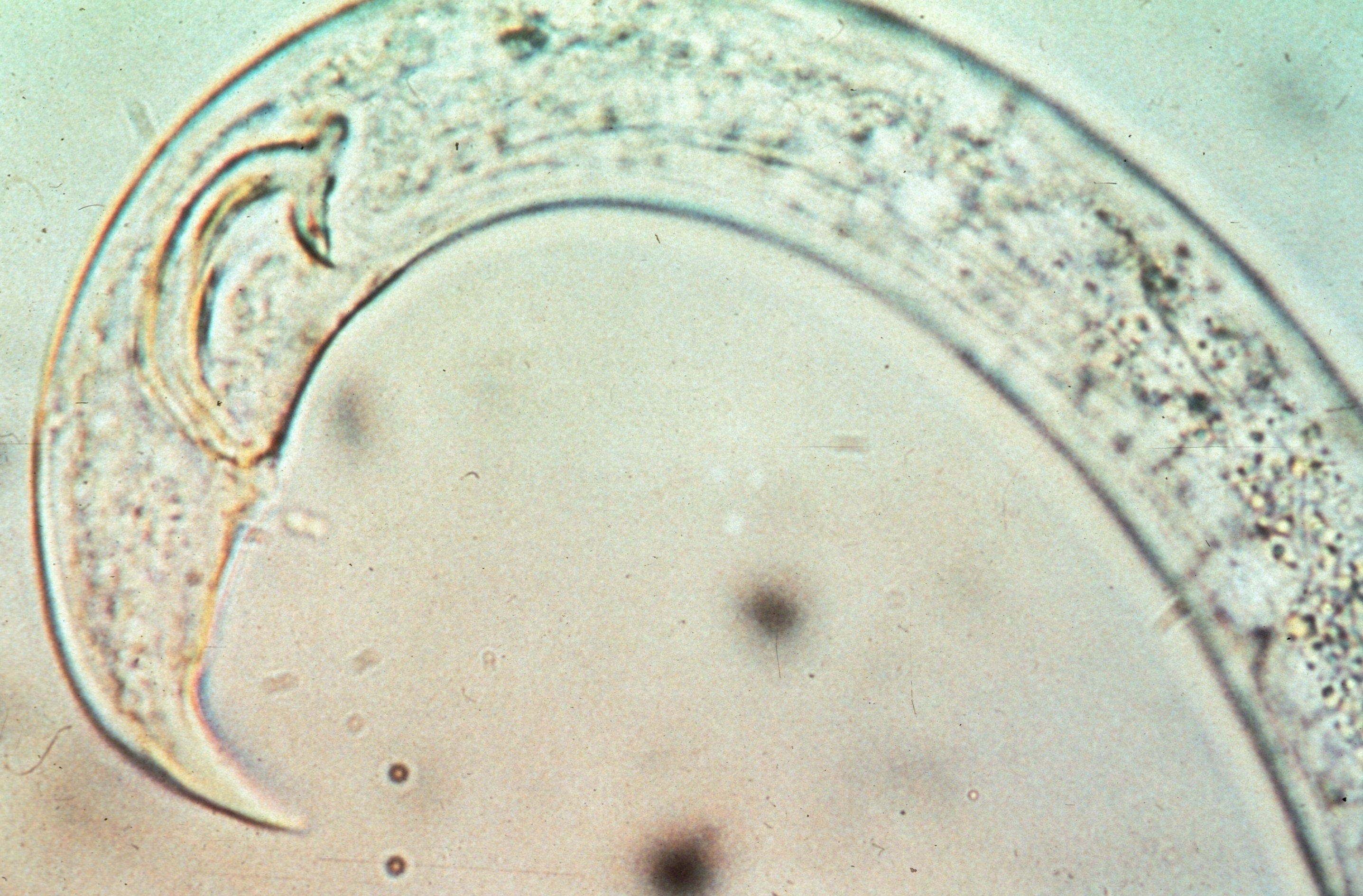
マツノザイセンチュウ(Bursaphelenchus xylophilus)
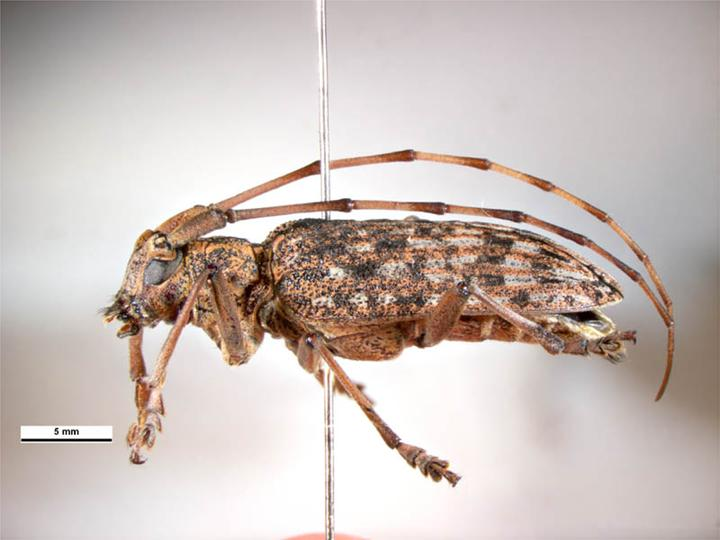
主要な媒介昆虫であるマツノマダラカミキリ（Monochamus alternatus）
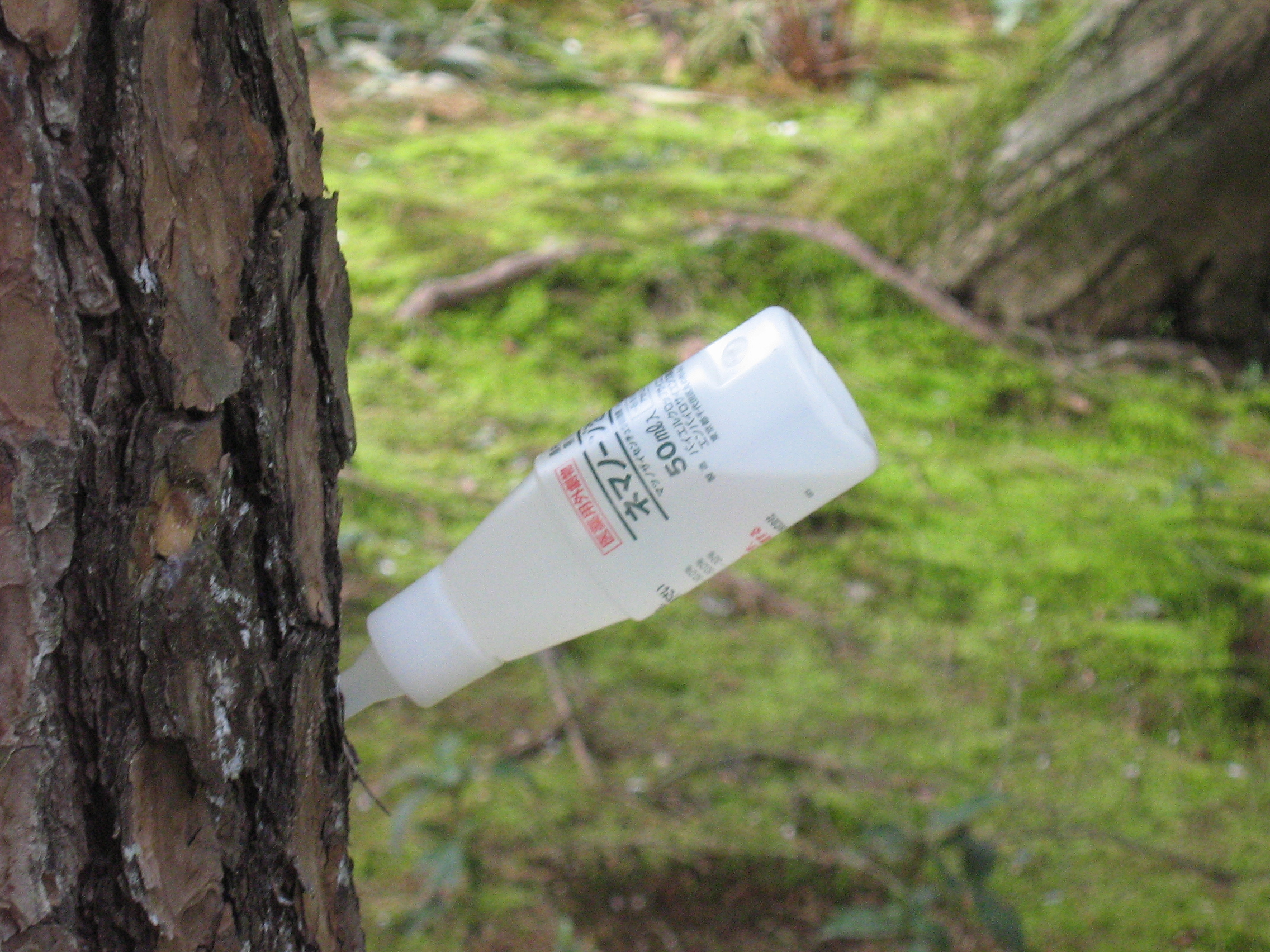
殺線虫剤の樹幹注入

### 分布
日本では本州、四国、九州とその周辺島嶼（八丈島やトカラ列島などを含む）に分布し、国外では朝鮮南部の島嶼から知られる。海岸に多く自生する。北海道南部を含め海岸線への植樹が古くから行われ、本来の植生や分布はよくわからなくなっている。アカマツより南方系の種であり、南西諸島のトカラ列島・悪石島以南に分布するリュウキュウマツはアカマツよりもクロマツに近いとされる。

## 分類
日本各地の松原のクロマツを分析した結果、遺伝的には大きく3集団に分かれるという。また日本海側では近隣の集団と違うものが飛び地的に分布していることがあり、恐らくは防砂などの目的で北前船を使い種子や苗木を運んだ影響だと推測されている。
クロマツとアカマツの交じっている林では稀に雑種（アイグロマツ）が生じる。
品種として、タギョウクロマツ P. thunbergii f. multicaulis がある。

## 人間との関係

### 防災・風致
耐乾性、耐塩性に優れるとして特に居住地や農地への飛砂防止を目的として本州、四国、九州、北海道南部を中心に海岸林に用いられてきた。日本各地に見られる松原はではおおむね江戸時代以降に造成されたものが多い。現存する松原の多くは林野庁が定める保安林、もしくは国土交通省が定める砂防林となっている。松原の松はクロマツが多いが、三陸海岸のようにアカマツが多い地域では陸前高田市の高田松原のようにアカマツ主体の松原も知られた。苗木植栽時には木製や竹製の防風柵を使うのが一般的だが、これに加えて砂丘の風下側に造林することで苗木の保護と同時に高潮や津波の被害軽減を兼ねた構造のものも多い。高田松原は東日本大震災の津波で壊滅的な被害を受けたが、防潮堤の後ろ側に樹種をクロマツに変えての復旧を予定している。
飛砂防止で海岸にクロマツを植栽する際、伝統的にはグミなどを混植させていたが、昭和の一時期はマメ科の根粒菌による窒素供給と土壌改善を期待し、アメリカ原産の外来種であるニセアカシアを混植させることが推奨され盛んに行われた。ニセアカシアは高木でありクロマツを被圧すること、生態節で記した通り富栄養化など菌根に悪影響を与えること、地下茎でも増え駆除が困難なことが問題として浮上している。
各地の松原は植生遷移の進行による広葉樹化が進行しているところが多い。マツ材線虫病の流行を考慮し広葉樹に切り替えるところも出てきている。宮崎県の国有林でクロマツ枯損跡地に植栽した苗木を約15年観察した結果では、生存率と成長率を考慮するとアラカシ、ヤマモモ、クスノキが特に良いといい、イヌマキは成績良好だったがキオビエダシャクの異常発生時の対策が見つからず途中放棄したという。
造成時点で高木層を担う部分をクロマツ以外にするところもある。砂丘などでクロマツに相当する地位を占める高木としては、北海道（及び新潟以北の日本海側）のカシワ（Quercus dentata ブナ科）、山が沈降した三陸海岸ではアカマツ、琉球諸島ではモクマオウ類（トカラ列島の宝島以南）やリュウキュウマツ（Pinus luchuensis マツ科、トカラ列島の悪石島以南）が出現する。低木層にも地域的な特徴があり、北日本ではハマナス（Rosa rugosa）、南日本ではトベラ （Pittosporum tobira、トベラ科）、太平洋側ではウバメガシ（Quercus phillyraeoides ブナ科）などがよく出現し、草本も地域や微地形で種が異なる。寒冷地である北海道（日高地方など）の事例ではクロマツには致命的ではないものの凍害が見られるという。
江戸時代の東海道をはじめとする旧街道沿いに並木として植えられた樹種の多くがクロマツであり、一里塚にもよく植えられた。
庭園樹としても人気で日本庭園に用いられる。
局地的な風習であるが垣根や屋敷林に用いられることがあり、島根県出雲地方の一部には「築地松」と呼ばれるものが有名。築地松は樹形樹冠の仕立て方が独特で、家の屋根まで届く高さのクロマツに対し陰手刈（のうてがり）と呼ばれる剪定を行う。マツ材線虫病の蔓延、集落の過疎化、薬剤散布や剪定を行う庭師の後継者不足等により築地松はその数が急減しており、維持が課題となっている。築地松の目的は防風説、水害被害防止説のいずれかまたは両方とされることが多い。出雲地方の生け垣にはしばしば高木性広葉樹も用いられ、その場合マツは屋敷の西側と北側に使われる例が多いという。島根県では隠岐地方では屋敷を囲む部分は竹または板で作るが、屋根を覆うようにマツを生やすカキヤネ（垣屋根）という生け垣が知られる。全国的な風習としては門の部分を覆うように枝を伸ばした松が「門かぶりの松」としてしばしば使われる。盆栽としてもよく用いられる。

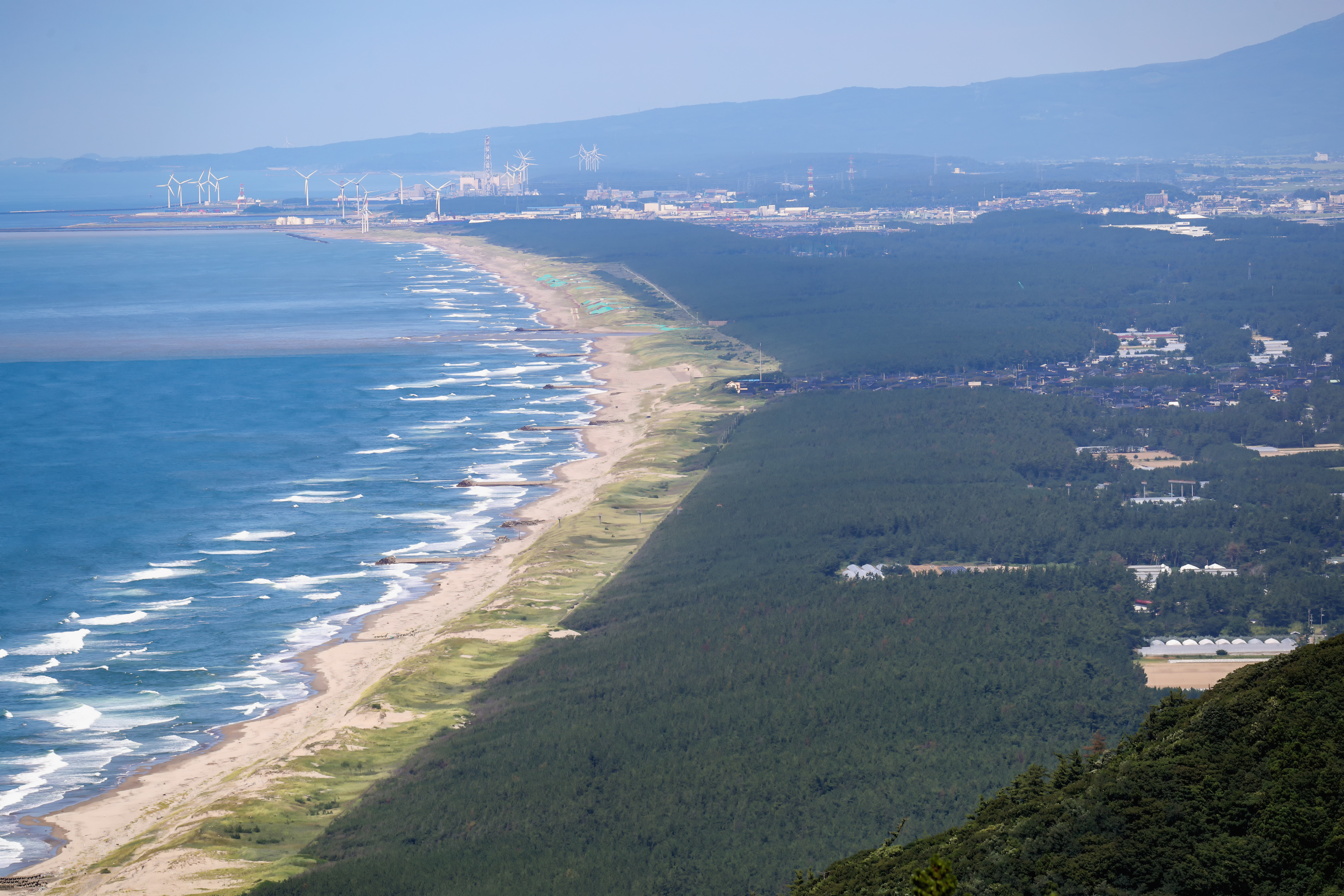
庄内砂丘
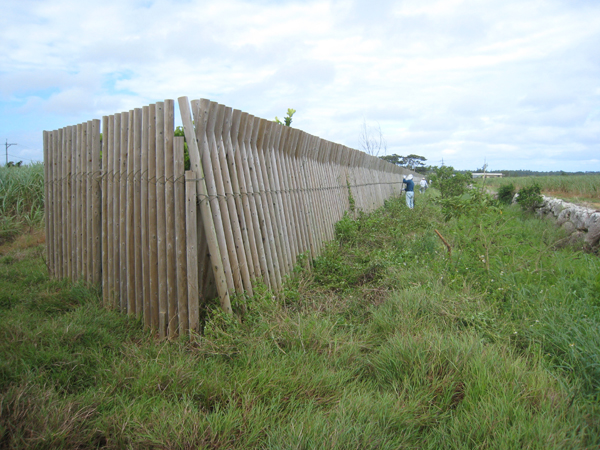
防風柵設置による苗木の保護
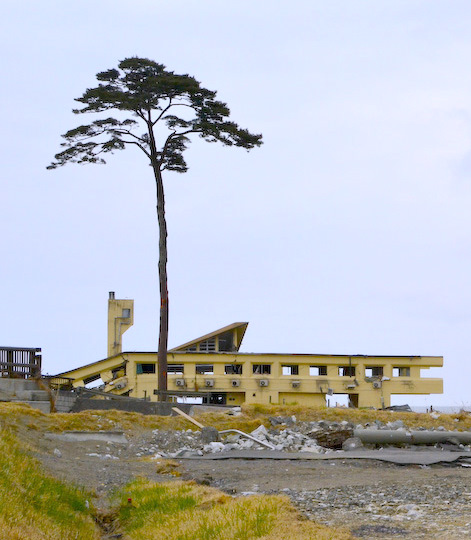
高田松原の奇跡の一本松
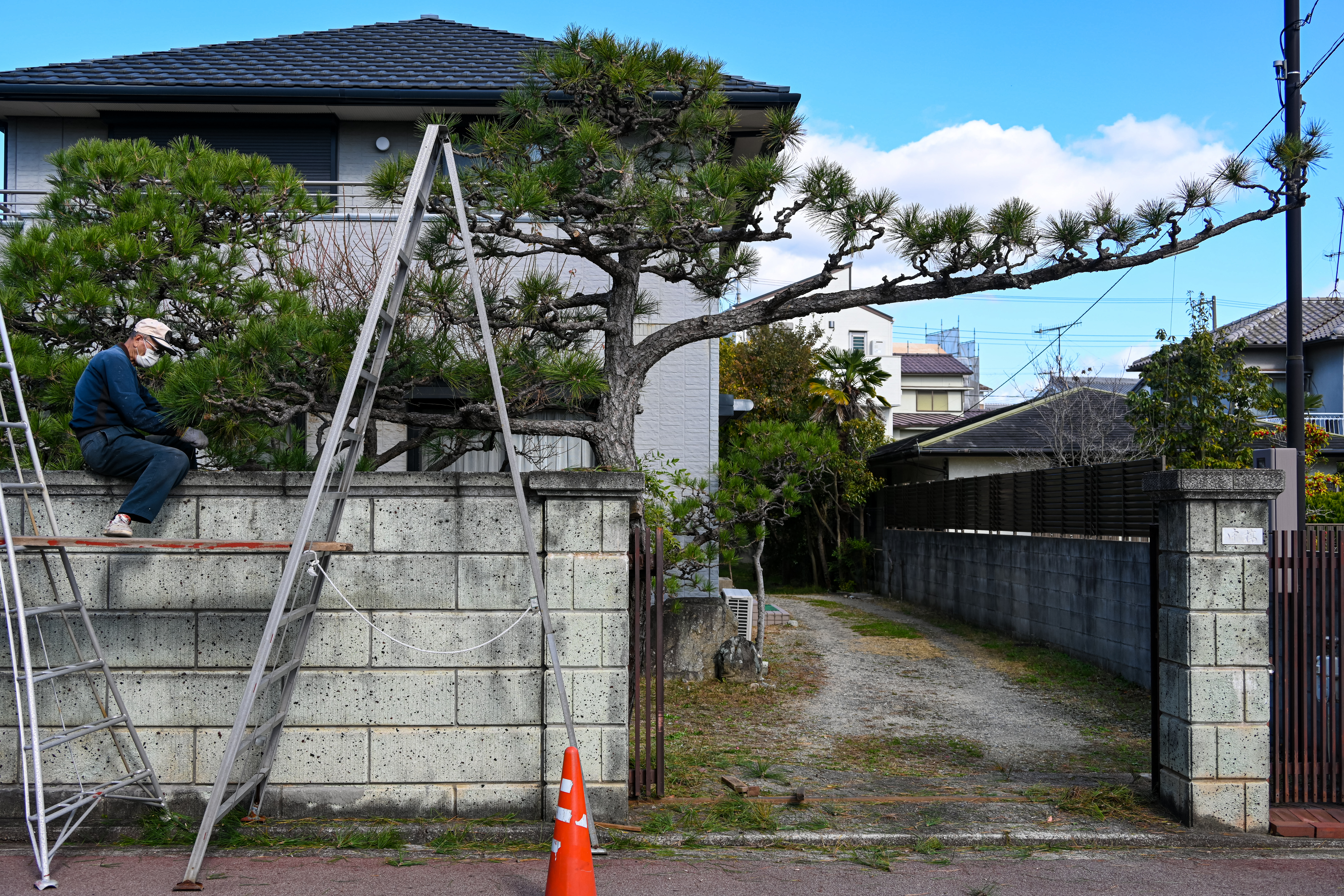
門かぶりの松
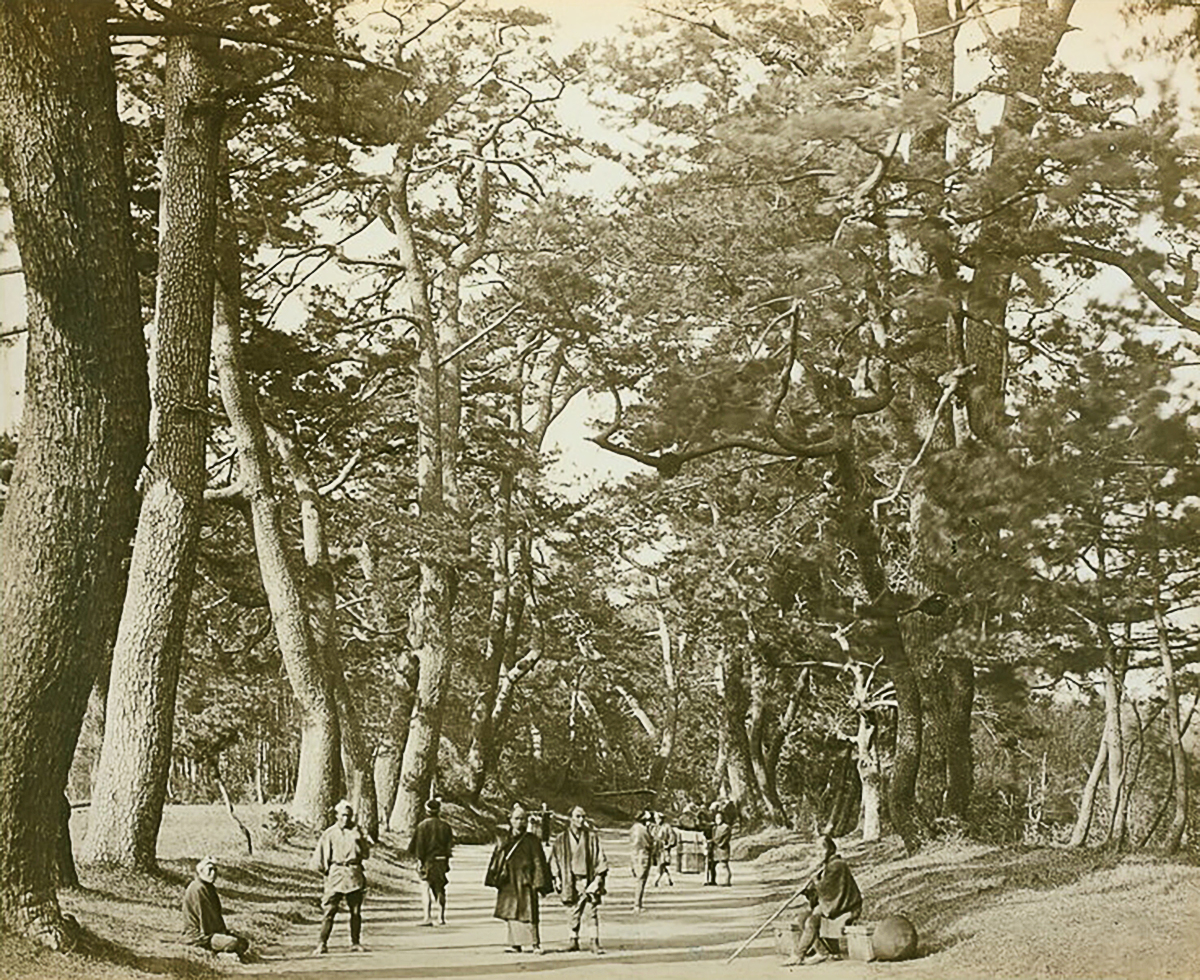
幕末における東海道の松並木

### 木材
木材としてはアカマツと比べても有名な種ではないが、樹脂に富み重厚で気乾比重は0.4-0.6、心材と辺材の境は明瞭。
木材としては無垢材としての利用が中心である。樹形を考慮した育種や施業の研究はあまり盛んではないために、集成材や合板のように分解後に接着剤を使って再形成する加工品も考えられるが、接着剤との相性が悪く課題があるという。
外国産マツ材の輸入自由化や、マツ材線虫病の蔓延や家屋構造の変化に伴いアカマツを含む国産マツ材の市場縮小の影響もある 。
パルプ原料としてはアカマツより優秀だという報告がある。

### 燃料
アカマツ同様に樹脂に富むために着火性は非常に良好。太い枝や幹だけでなく、葉や球果（松ぼっくり）も余さず利用でき、家庭用ガスが普及する前はこのことによって、林床に腐植が少なく貧栄養かつ乾燥状態で保たれ、植生遷移が進まずクロマツ林の維持に繋がった一因であると考えられている（いわゆるコモンズの悲劇の手前の状態が保たれていた）。また、マツ材線虫病のような伝染病に対しても枯死木を迅速に伐採し、燃料として使ってしまうことで、媒介者となる木材内のカミキリムシ幼虫や蛹の殺虫に繋がり、結果的に蔓延を防いでいたと考えられている。

### 食用
生態面で触れたようにクロマツをはじめとするマツ属は菌類と共生し菌根を作る。クロマツと共生し栄養をやり取りする菌類の子実体を食べることは間接的にクロマツを食べているともいえる。共生する菌類は幅広く、テングタケ科、イグチ科、ヌメリイグチ科、フウセンタケ科、キシメジ科、ベニタケ科など多数知られる。どの菌根菌が優先するかについては腐植の量、周囲の植生や微地形等により異なるとされている。大面積のクロマツ林を抱える地域ではハツタケ、アミタケ、ショウロ、シモコシなどが採取できる食用きのことして珍重されている場合が多い。

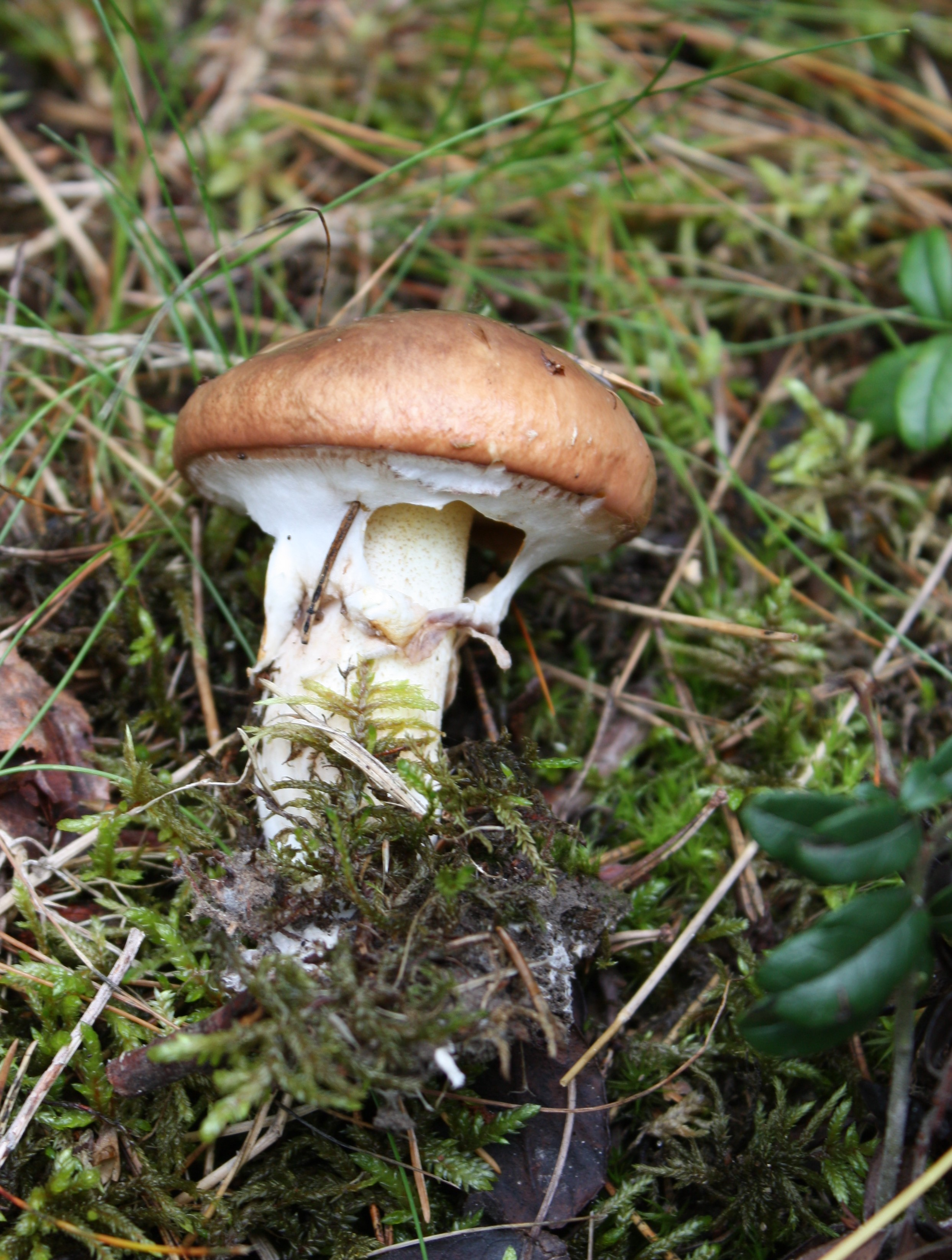
松葉の間から生えたヌメリイグチ（Suillus luteus、ヌメリイグチ科）
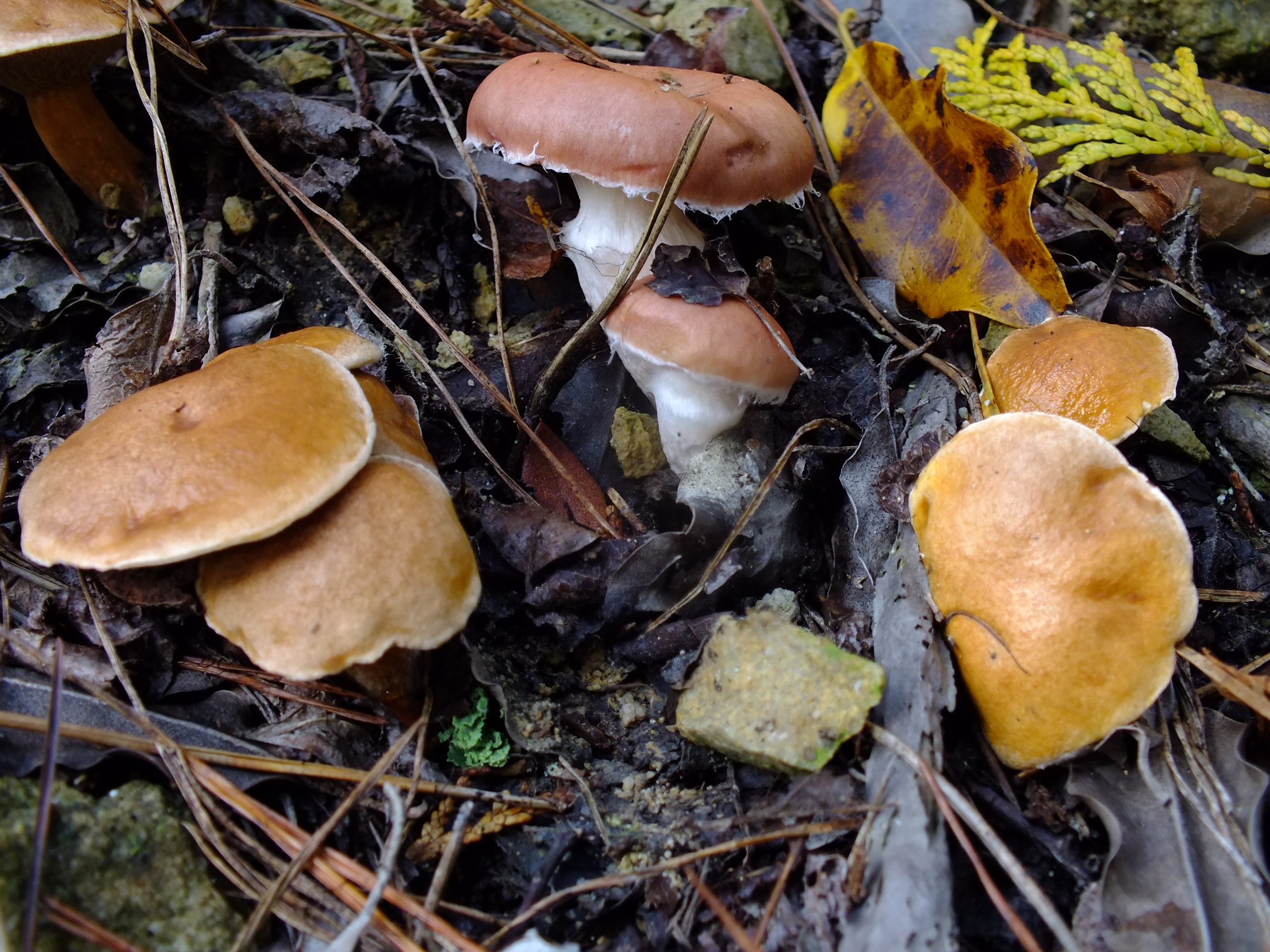
アミタケ（左右）とアミタケに寄生するオウギタケ（中央2本）
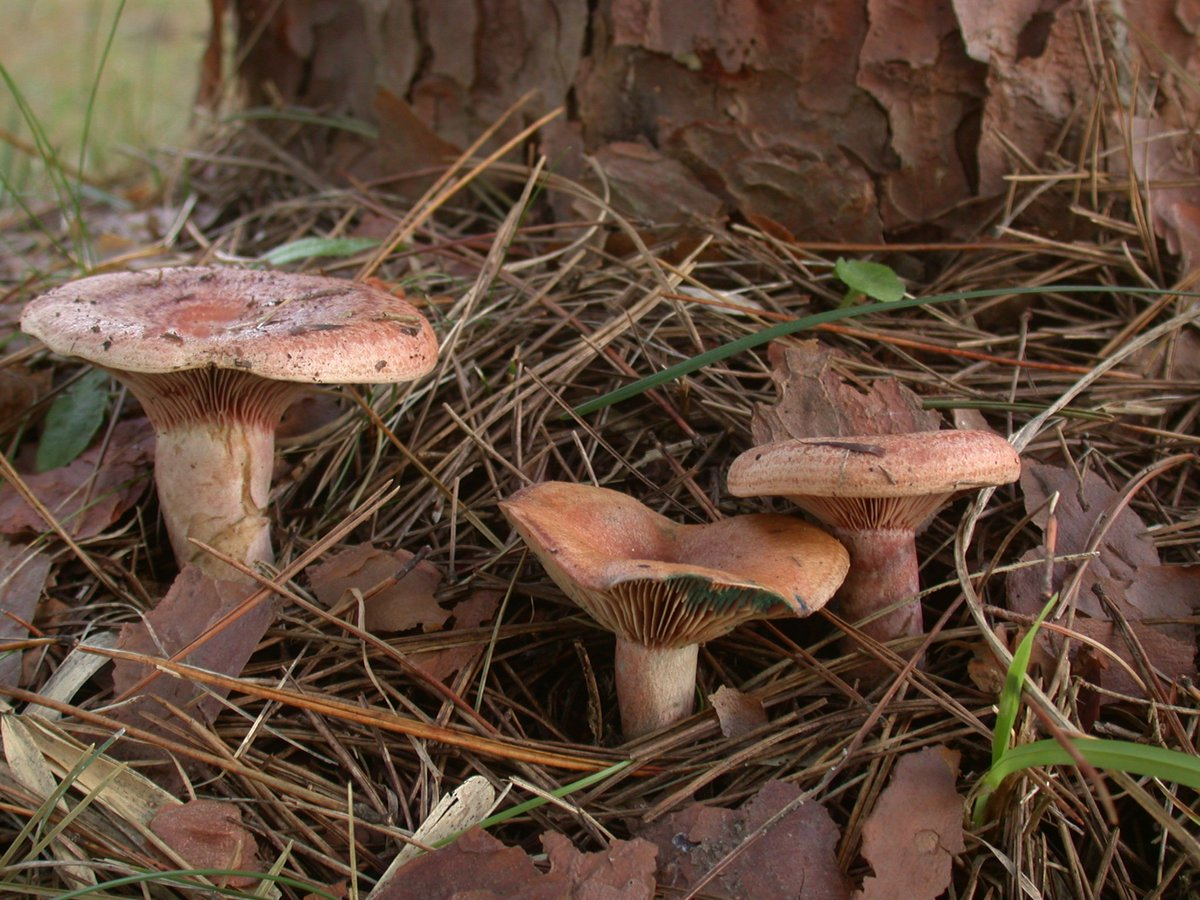
ハツタケ（Lactarius hatsudake、ベニタケ科）
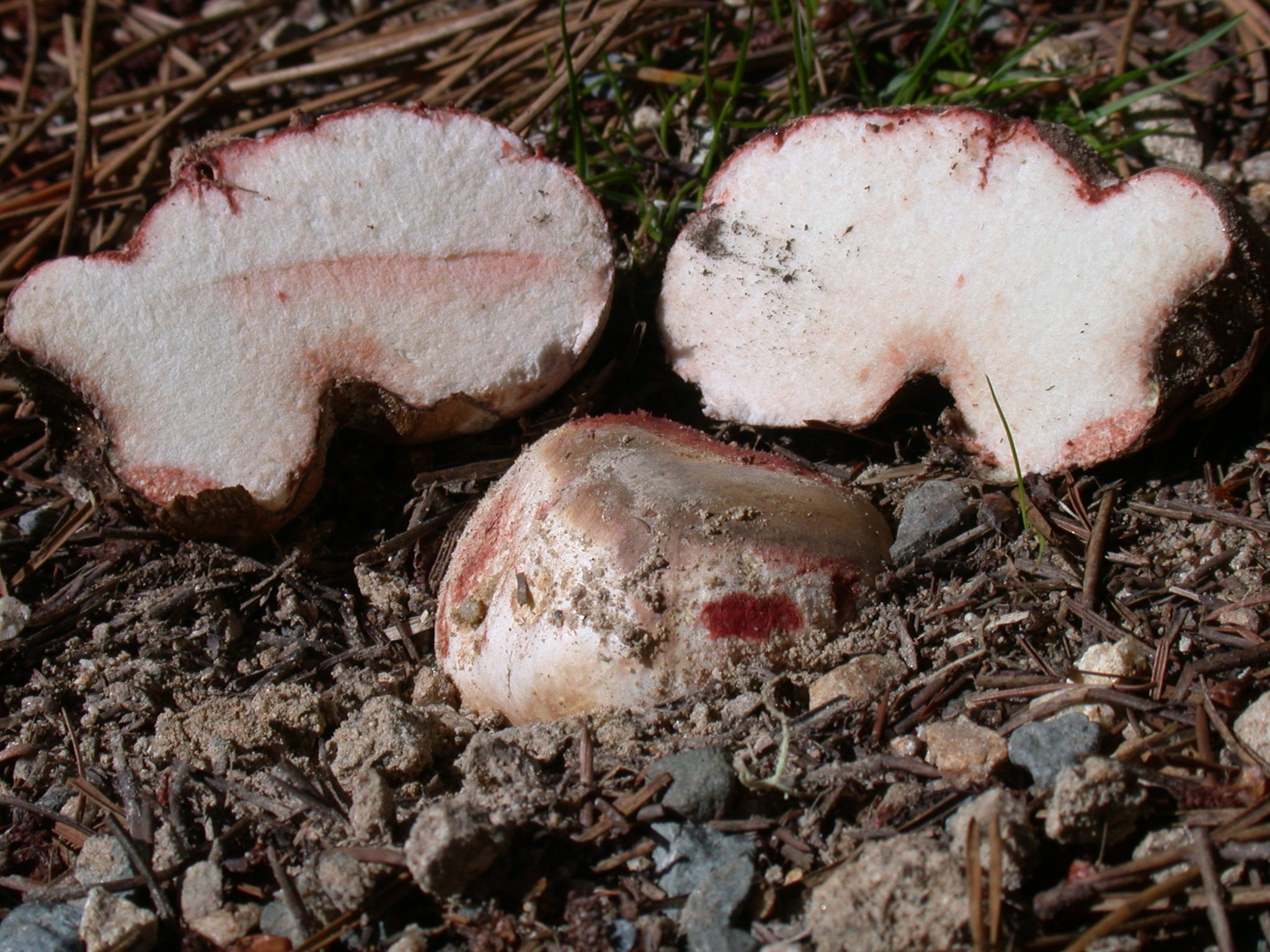
ショウロ （Rhizopogon rubescens）
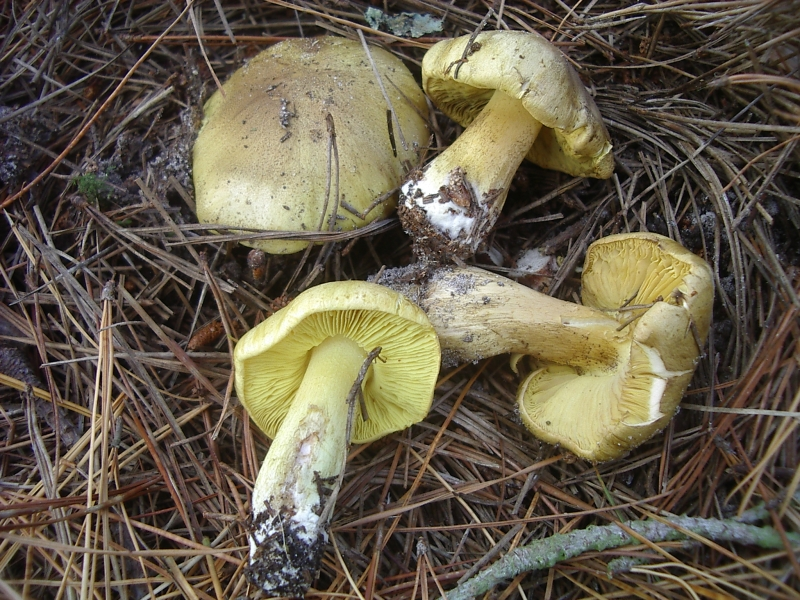
シモコシ（Tricholoma auratum、キシメジ科）

### 薬用
葉は精油を含み、その主な成分はピネーン、カンフェン、フェランドレン、ボルネオール、蝋質などを含む。松脂には、樹脂酸、ピネーン、カンフェン、フェランドレン、テルペンアルコールなどを含んでいる。精油は、内服すると大脳皮質を興奮させて血圧を高める働きがあるといわれ、外用すれば、局所の血管拡張や血液循環促進に役立つと言われている。
民間療法では、滋養保健、低血圧、不眠症、冷え症、食欲不振などに松葉酒を就寝前に盃1杯飲むと良いと言われている。松葉酒は、採取したばかりの新鮮なクロマツの葉をハカマ（葉の根元の褐色部）を除いて葉だけを刻み、35度の焼酎1リットルに松葉1キログラムの割合で漬け込んで、3か月冷暗所に保存してから松葉を取り除いてつくる。松葉酒が飲みにくい場合は、他の酒とカクテルにしたり、水で割って蜂蜜やレモン汁で味付けしても良い。また、疲労回復、肩こり、神経痛などに、松葉を袋に入れて浴湯料として風呂に入れる。

### 文化
日本ではクロマツは神が降臨する依代（よりしろ）と解釈され、正月には門松を立てて神様に来て頂く目印にした。クロマツは冬でも緑を保つ常緑樹であることと、長寿であると思われていることがその理由である。日本の海岸にあるクロマツは、防風、防砂、防潮のために人為的に植えられてきた海岸林のため、「白砂青松」という言葉もある。。
花言葉は「不老長寿」「向上心」である。

## クロマツを「自治体の木」とする自治体
日本
都道府県
- 群馬県
- 島根県

市町村
- 北海道北斗市、厚沢部町、長万部町
- 青森県つがる市、平川市、蓬田村、鶴田町、六ヶ所村、大間町
- 宮城県石巻市、気仙沼市、名取市、岩沼市、亘理町、山元町
- 秋田県潟上市
- 山形県遊佐町
- 福島県いわき市、相馬市
- 茨城県東海村
- 群馬県館林市
- 千葉県市川市、旭市、一宮町
- 神奈川県藤沢市、小田原市、三浦市、葉山町、大磯町
- 新潟県柏崎市、胎内市、聖籠町、刈羽村
- 石川県羽咋市
- 岐阜県可児市
- 愛知県岡崎市、半田市、豊川市、津島市、安城市、常滑市、稲沢市
- 京都府宮津市
- 兵庫県芦屋市、加古川市、南あわじ市
- 奈良県大和郡山市、斑鳩町
- 鳥取県境港市、岩美町、北栄町、日吉津村
- 島根県松江市、出雲市、江津市
- 岡山県井原市
- 山口県光市
- 香川県高松市、直島町
- 高知県芸西村
- 長崎県小値賀町
- 大分県姫島村
- 鹿児島県日置市、東串良町

 大韓民国
区
- 影島区

郡
- 機張郡
- 舒川郡